# Dusona lenticulata
Dusona lenticulata är en stekelart som beskrevs av Gupta 1977. Dusona lenticulata ingår i släktet Dusona och familjen brokparasitsteklar. Inga underarter finns listade i Catalogue of Life.